# White Shoes
White Shoes is het tiende studioalbum van Emmylou Harris, uitgebracht in 1983. Het album bevat een rockachtige versie van "Diamonds Are a Girl's Best Friend", een country-remake van de Donna Summer-hit "On the Radio" en een versie van Sandy Denny's "Like an Old Fashioned Waltz". Zowel "In My Dreams" als "Pledging My Love" bereikten de negende positie in de Billboard country music singles-hitlijst in 1984.
"In My Dreams" won voor Emmylou Harris haar derde Grammy Award voor Beste Vrouwelijke Countryzangeres tijdens de 27e Grammy Awards. Het nummer werd geschreven door Paul Kennerley, die in 1985 de derde echtgenoot van Emmylou Harris zou worden.